# Robin Paulsson

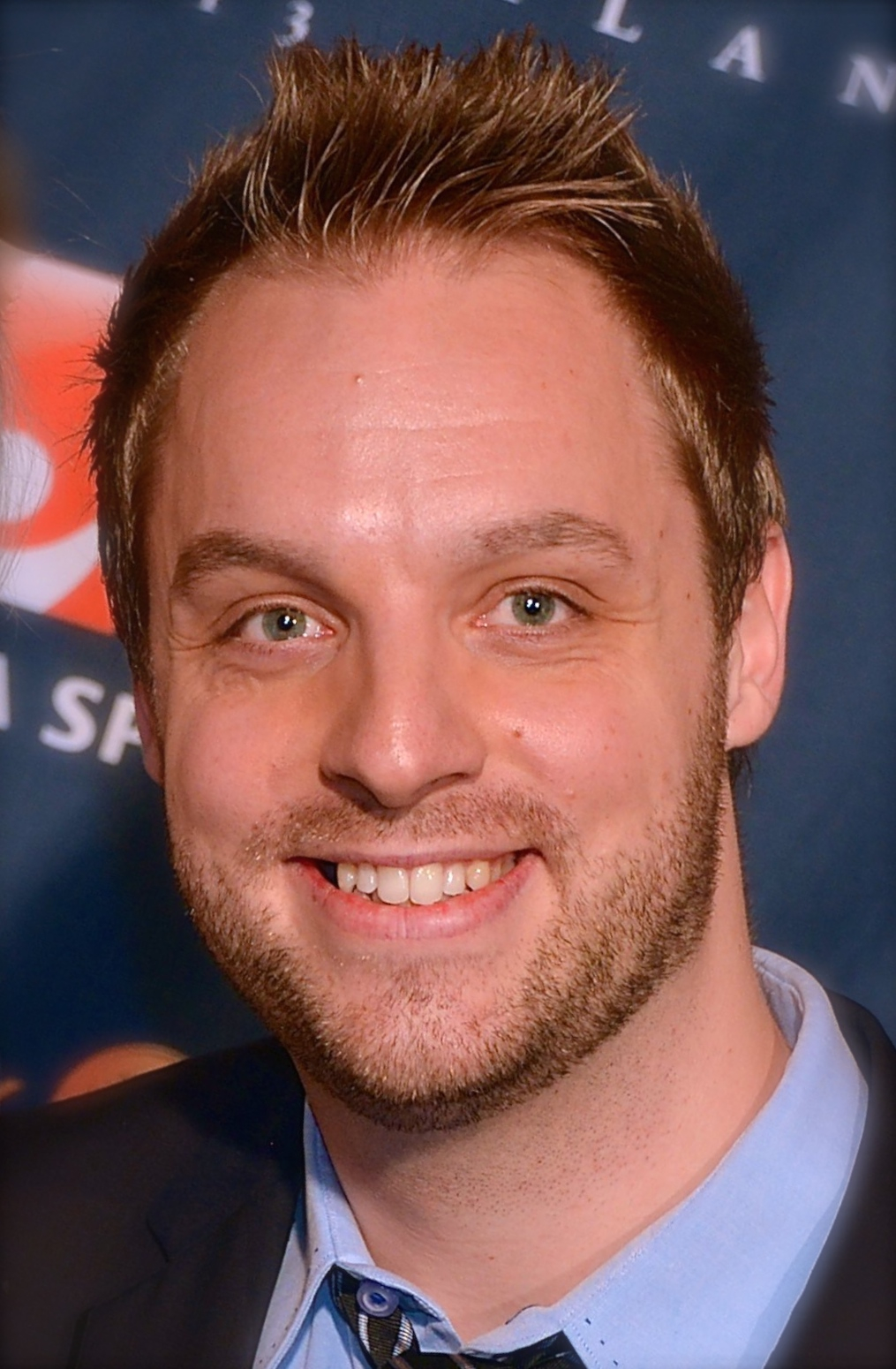
Robin Paulsson 2013 während der Svenska idrottsgalan

Robin Paulsson (* 28. Dezember 1983 in Åkarp) ist ein schwedischer Stand-up-Comedian, Drehbuchautor und Fernsehmoderator.

## Leben
Paulson besuchte die Oberschule Spyken in Lund.
2006 wurde er durch seine Talkshow Robins bekannt. Er hat auch an der schwedischen Comedy-Serie Parlamentet zwischen 2010 und 2011 mitgearbeitet. Er schreibt auch Drehbücher für verschiedene TV-Programme. Er hat die Drehbücher geschrieben für Kvarterets Gata und Extra Allt. 2009 sind er und David Batra, ein anderer schwedischer Komiker, auf eine Comic-Tour gefahren. 2015 war er einer der beiden Moderatoren bei dem schwedischen Musikwettbewerb Melodifestivalen.
Seit 2013 ist er mit der Norwegerin Liv Lausund verheiratet.